# Œillet de Montpellier
Dianthus hyssopifolius subsp. hyssopifolius, Dianthus monspessulanus
Sous-espèce
Classification phylogénétique
L'Œillet de Montpellier, Dianthus hyssopifolius subsp. hyssopifolius, est une sous-espèce de plantes herbacées de la famille des Caryophyllaceae.
Cet œillet se rencontre dans les pelouses rocailleuses montagnardes et subalpines jusqu'à 2 000 mètres d'altitude, en Europe de l'Ouest. Ses fleurs à pétales frangés peuvent être blanches ou roses.

## Description
Hauteur de 20-50 cm. Tiges glabres, arrondies, rameuses au sommet ; les feuilles sont linéaires et acuminées, à 3-5 nervures ; les fleurs sont roses ou blanchâtres, assez grandes, odorantes, solitaires, en panicule dichotome ; les pétales sont contigus, laciniés jusqu'au milieu en lanières linéaires, à partie non divisée ovale. Fruit : capsule cylindrique.

## Sous-espèces
- Dianthus hyssopifolius subsp. hyssopifolius - Œillet de Montpellier
- Dianthus hyssopifolius subsp. gallicus (Pers.) M.Laínz & Muñoz Garm. - Œillet de France ou Œillet des dunes.

C'est une sous-espèce de Dianthus hyssopifolius. L'autre sous-espèce Dianthus hyssopifolius subsp. gallicus est l'Œillet de France.
La taxinomie de cette espèce et de ses sous-espèces fait encore débat : les deux sous-espèces sont parfois considérées comme des espèces distinctes selon les classifications. Certains auteurs acceptent encore le nom scientifique de Dianthus monspessulanus. Ils considèrent dans ce cas que cet œillet constitue une espèce à part.

## Biologie
Plante vivace.

## Habitat
Du niveau de la mer (dunes), pelouses, prés secs, forêts, rochers et jusqu'à 2 000 m d'altitude notamment dans les Pyrénées.

## Répartition
Europe occidentale et méridionale, notamment Espagne et France. En France: Jura, Alpes ; Forez, Auvergne, Haut-Limousin ; Cévennes, Corbières, Pyrénées.

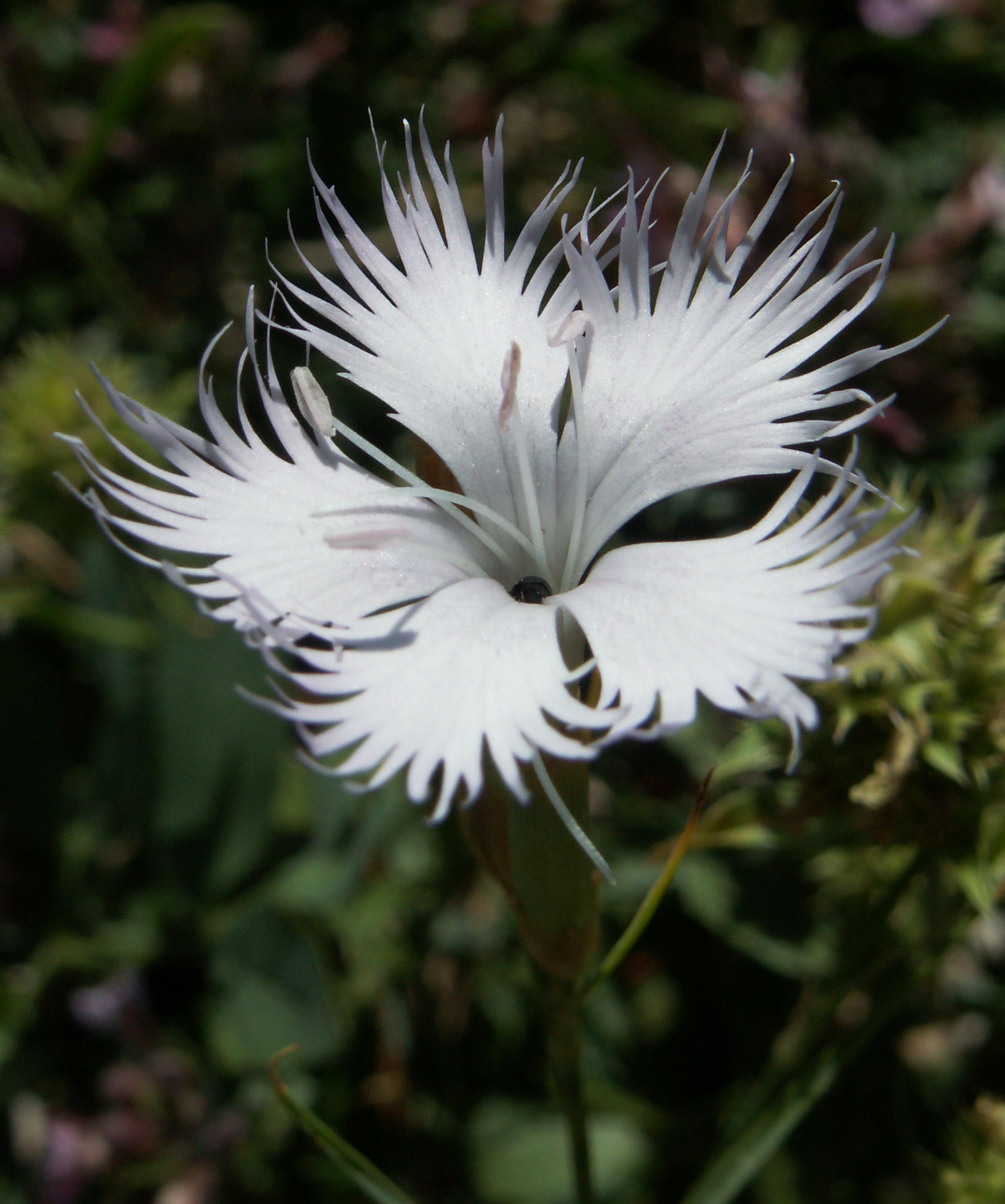
Œillet de Montpellier
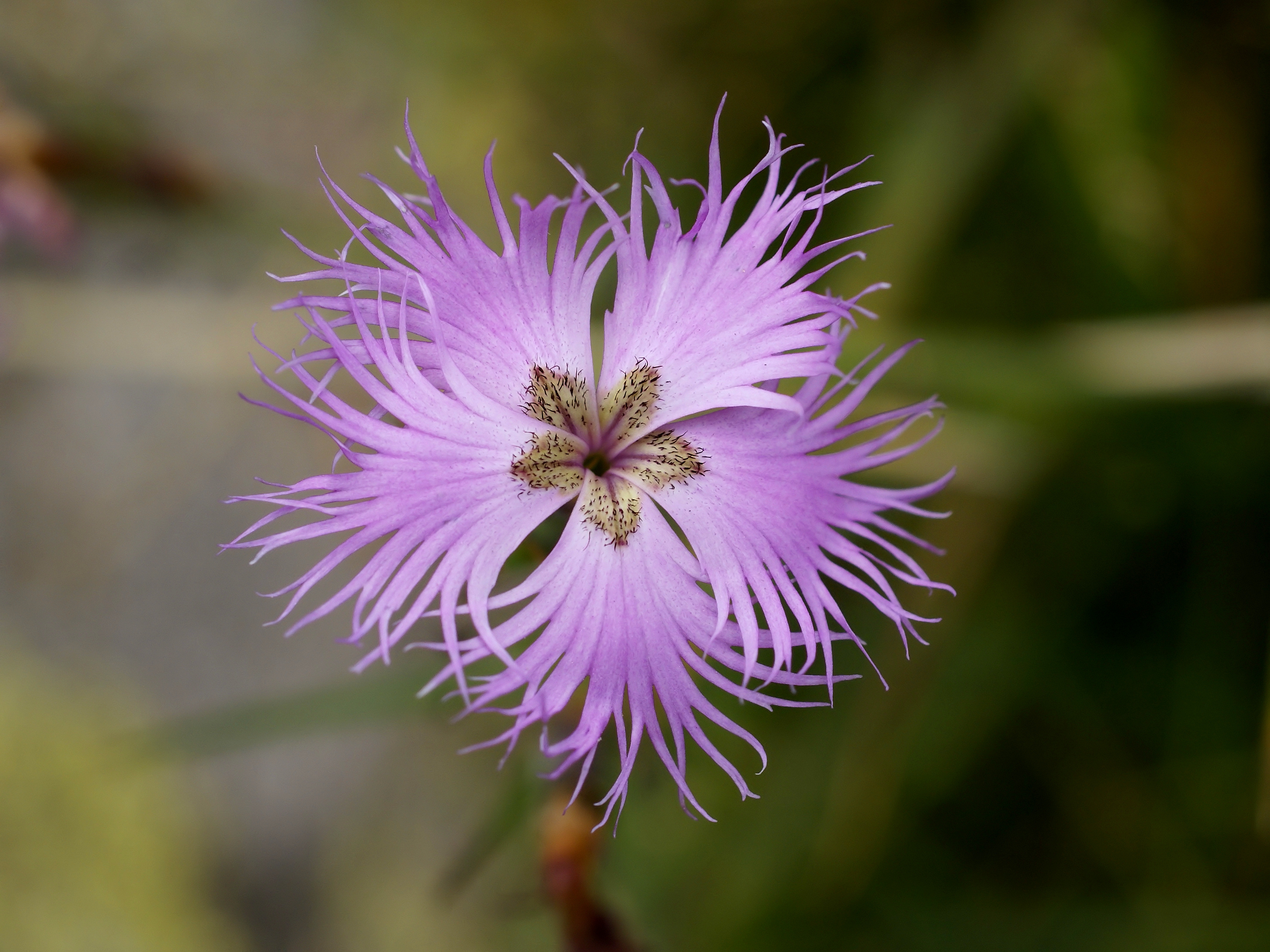
Œillet de Montpellier
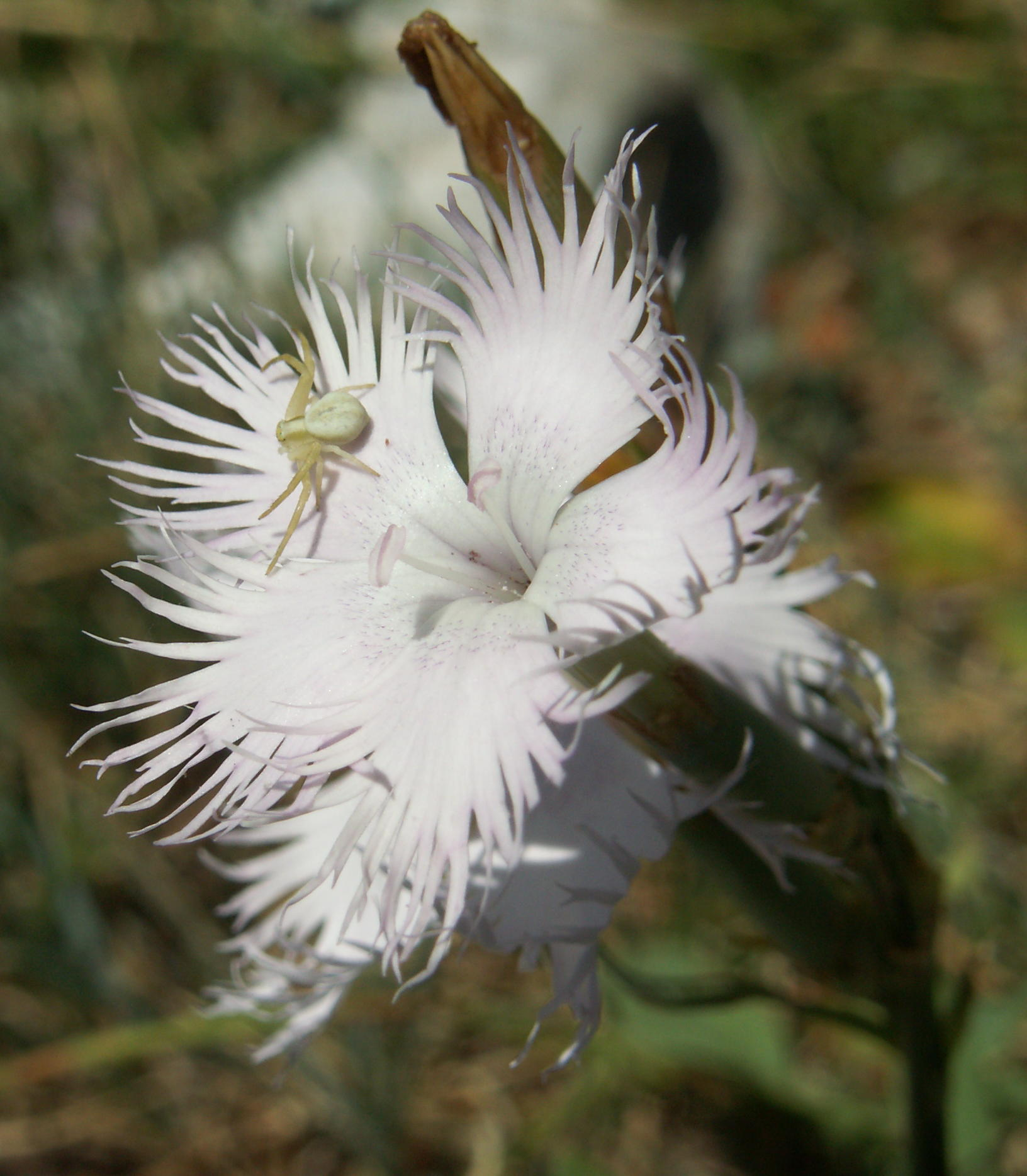
Œillet de Montpellier
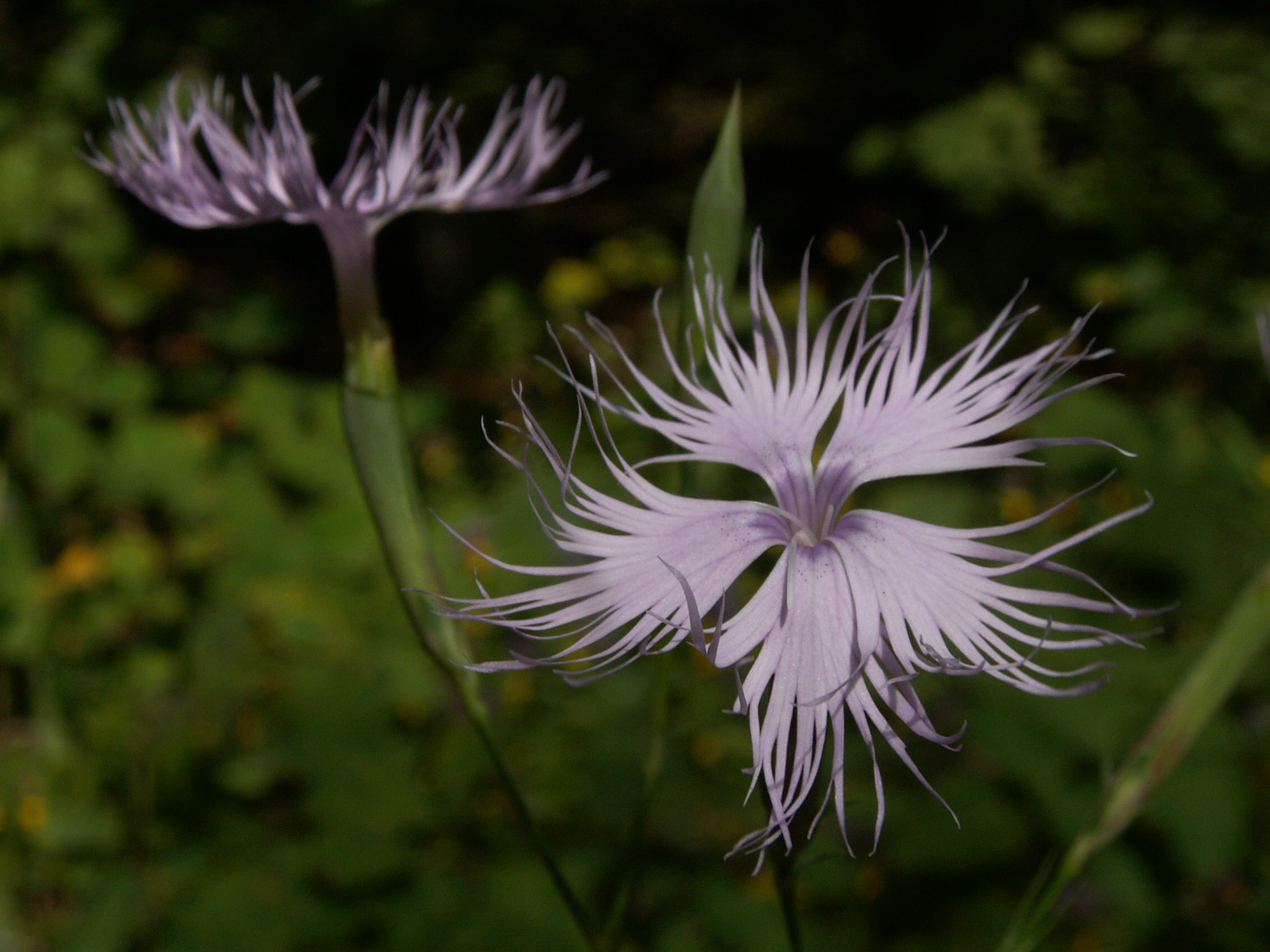
Œillet de Montpellier

## Synonymes
- Dianthus alpestris Hoppe & Sternb.
- Dianthus monspessulanus L